# Mansforskning

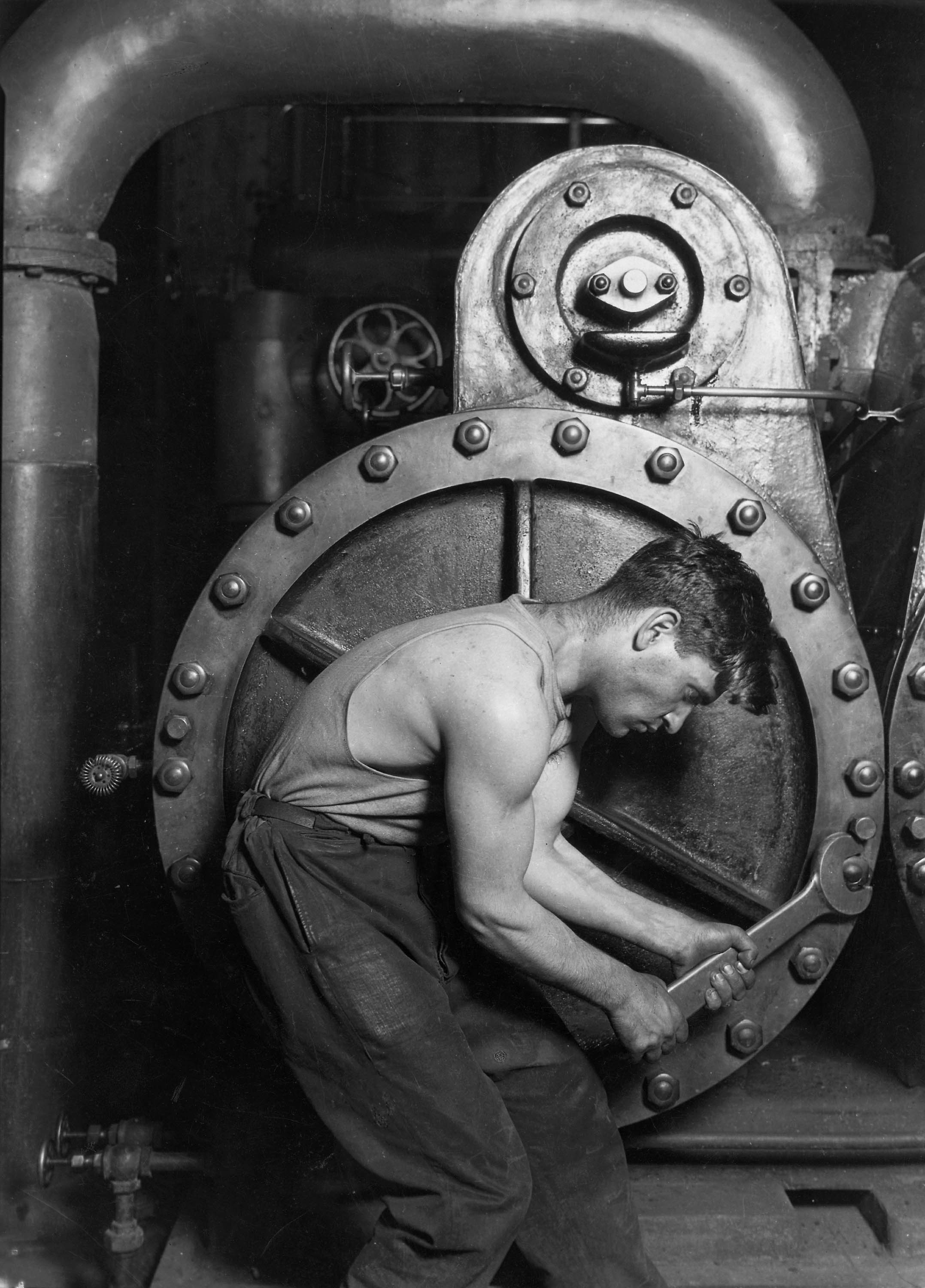
Traditionellt manlig symbolik

Mansforskning, också kallat maskulinitetsforskning, syftar till att teoretiskt eller empiriskt, undersöka olika aspekter av mäns psykologiska, sociala och kulturella livsvillkor, livsstilar, attityder och handlingssätt. Forskningen tar sin utgångspunkt i feministisk teori. Centralt för forskningen är att det finns flera olika maskuliniteter, såväl samtidigt som historiskt . Maskuliniteterna existerar i en hierarkisk ordning inom ett samhälle, utöver de olika maskuliniteterna existerar en dominerande maskulinitet, kallad hegemonisk maskulinitet. Den hegemoniska maskuliniteten skiljer sig över tid och i olika samhällen. Inom mansforskningen nyttjas ett interdisciplinärt perspektiv för att utvärdera maskulinitet(er) .

## Ursprung
Mansforskningen är ett relativt ungt forskningsfält då den startades under 1970-talet i den anglosaxiska världen och under 1990-talet i Sverige och norden. 
Traditionellt sett har genusforskning, inom akademi, politik och journalism, antytt forskning om kvinnor. Men forskning och analys av marginalisering, makt och förtryck bör ses ur ett samspel mellan könen och därav uppkom fältet om mansforskning som ett komplement till de feministiska och genusstudier som huvudsakligen tar sina utgångspunkter från kvinnan. För att kunna förstå skillnaderna mellan könen var det därför viktigt att inte endast undersöka den underprivilegierade gruppen, kvinnor, utan också den privilegierade gruppen, män. Att fältet existerar som ett separat fält från genusstudier, eller kvinnostudier, beror på att de strukturerna inom könen skiljer sig.

## Maskuliniteter
För att kunna undersöka olika maskuliniteter måste flera olika aspekter has i åtanke, aspekter så som klass, kön, etnicitet och sexualitet. Utifrån vetskapen om att det existerar en stor spridning kan man analysera maskulinitet utifrån fyra huvudkategorier hegemoni, underordnad (Subordinated), delaktig (Complicit) och marginaliserad (Marginalized). 

### Hegemonisk maskulinitet
Den hegemoniska maskuliniteten kan definieras som det system av könsutövande som utgör det system som för tillfället legitimerar patriarkatet och garanterar den dominanta positionen för män. Den hegemoniska mannen behöver inte nödvändigtvis vara den med mest makt, vilket innebär att en man med institutionell makt eller rikedom inte alltid är den hegemoniska mannen. Den hegemoniska maskuliniteten är inte nödvändigtvis knuten till våldsutövning, snarare är den associerad med auktoritetspositioner.

## Framträdande mansforskare
- R.W. Connell
- Jeff Hearn
- Victor J. Seidler
- Michael Kimmel
- James Messerschmid
- Stephen M Whitehead

## Svenska mansforskare
- Lars Jalmert
- Claes Ekenstam
- Marie Nordberg
- Tomas Johansson
- Ulf Mellström
- Niclas Järvklo
- Arne Nilsson
- Ronny Ambjörnsson
- Jari Kuosmanen